# Coralastele allanae
Coralastele allanae is een slakkensoort uit de familie van de Calliostomatidae. De wetenschappelijke naam van de soort werd voor het eerst geldig gepubliceerd in 1930 door Tom Iredale.